# Mahmudia
Mahmudia é uma comuna romena localizada no distrito de Tulcea, na região de Dobruja. A comuna possui uma área de 66.13 km² e sua população era de 2814 habitantes segundo o censo de 2007.